# Катарський ріал
Катарський ріал (араб. ريال قطري) — національна валюта Катару; Поділяється на 100 дирхам. Літерний код валюти: QAR. В обігу перебувають банкноти номіналом 1, 5, 10, 50, 100 та 500 ріал і монети номіналом 1, 5, 10, 25 та 50 дирхам.

## Історія
До 28 квітня 1959 року в країні як засіб платежу використовувалася індійська рупія, поки її не замінила випущена для країн Перської затоки рупія Перської затоки. Рупія Перської затоки була прив'язана до індійської рупії і, коли індійська рупія знецінилася у 1965 році, впала й вартість рупії Перської затоки. Тоді уряд Катару, беручи приклад з інших країн Перської затоки, вирішив випустити власну грошову одиницю.
Перш ніж це зробити, країна у 1966 році перейшла на саудівський ріал, що мав на той час курс 1 ріал = 1,065 рупій. У вересні цього ж року Катар і Дубай ввели в обіг спільну валюту — катар-дубайський ріал. Але після того, як у 1973 році Дубай увійшов до складу ОАЕ, Катар почав випускати власну валюту — катарський ріал.

## Монети
У 1966 році монети з вказівкою держави Катар та Дубаї були введені в обіг: 1, 5, 10, 25 та 50 дирхамів. У 1973 році була введена нова серія монет таких же розмірів і матеріалу, що і попередні, але вказана держава Катар.
| Монети хамад (арабські цифри) (Катар) | Монети хамад (арабські цифри) (Катар) | Монети хамад (арабські цифри) (Катар) | Монети хамад (арабські цифри) (Катар) | Монети хамад (арабські цифри) (Катар) | Монети хамад (арабські цифри) (Катар) | Монети хамад (арабські цифри) (Катар) | Монети хамад (арабські цифри) (Катар) | Монети хамад (арабські цифри) (Катар) | Монети хамад (арабські цифри) (Катар) | Монети хамад (арабські цифри) (Катар) |
| Зображення                            | Зображення                            | Номінал                               | Діаметр                               | Маса                                  | Матеріал                              | Гурт                                  | Аверс | Реверс                                | Рік                                   | Рік                                   |
| Аверс                                 | Реверс                                | Номінал                               | Діаметр                               | Маса                                  | Матеріал                              | Гурт                                  | Аверс | Реверс                                | першого карбування                    | виведення з обігу                     |
| ------------------------------------- | ------------------------------------- | ------------------------------------- | ------------------------------------- | ------------------------------------- | ------------------------------------- | ------------------------------------- | --- | ------------------------------------- | ------------------------------------- | ------------------------------------- |
|                                       |                                       | 1 дирхам                              | 15 мм                                 | 1.4 гр                                | Покрита міддю Сталь                   | Гладкий                               | Зверху дати. Герб Катару, що складається з двох схрещених шабель і вітрильного човна між ними (Дау), що плаває поблизу острова з двома пальмами | Номінал                               | 2000                                  |                                       |
|                                       |                                       | 5 дирхамів                            | 22 мм                                 | 2.83 гр                               | Покрита міддю Сталь                   | Гладкий                               | Зверху дати. Герб Катару, що складається з двох схрещених шабель і вітрильного човна між ними (Дау), що плаває поблизу острова з двома пальмами | Номінал                               | 2000                                  |                                       |
|                                       |                                       | 10 дирхамів                           | 27 мм                                 | 7.52 гр                               | Покрита міддю Сталь                   | Гладкий                               | Зверху дати. Герб Катару, що складається з двох схрещених шабель і вітрильного човна між ними (Дау), що плаває поблизу острова з двома пальмами | Номінал                               | 2000                                  |                                       |
|                                       |                                       | 25 дирхамів                           | 20 мм                                 | 3.2 гр                                | Покрита нікелем Сталь                 | Рифлений                              | Зверху дати. Герб Катару, що складається з двох схрещених шабель і вітрильного човна між ними (Дау), що плаває поблизу острова з двома пальмами | Номінал                               | 2000                                  |                                       |
|                                       |                                       | 50 дирхамів                           | 25 мм                                 | 5.8 гр                                | Покрита нікелем Сталь                 | Рифлений                              | Зверху дати. Герб Катару, що складається з двох схрещених шабель і вітрильного човна між ними (Дау), що плаває поблизу острова з двома пальмами | Номінал                               | 2000                                  |                                       |

| Монети тамім (європейські цифри) (Катар) | Монети тамім (європейські цифри) (Катар) | Монети тамім (європейські цифри) (Катар) | Монети тамім (європейські цифри) (Катар) | Монети тамім (європейські цифри) (Катар) | Монети тамім (європейські цифри) (Катар) | Монети тамім (європейські цифри) (Катар) | Монети тамім (європейські цифри) (Катар) | Монети тамім (європейські цифри) (Катар) | Монети тамім (європейські цифри) (Катар) | Монети тамім (європейські цифри) (Катар) |
| Зображення                               | Зображення                               | Номінал                                  | Діаметр                                  | Маса                                     | Матеріал                                 | Гурт                                     | Аверс | реверс                                   | Рік                                      | Рік                                      |
| Аверс                                    | Реверс                                   | Номінал                                  | Діаметр                                  | Маса                                     | Матеріал                                 | Гурт                                     | Аверс | реверс                                   | першого карбування                       | виведення з обігу                        |
| ---------------------------------------- | ---------------------------------------- | ---------------------------------------- | ---------------------------------------- | ---------------------------------------- | ---------------------------------------- | ---------------------------------------- | --- | ---------------------------------------- | ---------------------------------------- | ---------------------------------------- |
|                                          |                                          | 1 дирхам                                 | 15 мм                                    | 1.4 гр                                   | Покрита міддю Сталь                      | Гладкий                                  | Зверху дати. Герб Катару, що складається з двох схрещених шабель і вітрильного човна між ними (Дау), що плаває поблизу острова з двома пальмами | Номінал                                  | 2016                                     |                                          |
|                                          |                                          | 5 дирхамів                               | 22 мм                                    | 2.83 гр                                  | Покрита міддю Сталь                      | Гладкий                                  | Зверху дати. Герб Катару, що складається з двох схрещених шабель і вітрильного човна між ними (Дау), що плаває поблизу острова з двома пальмами | Номінал                                  | 2016                                     |                                          |
|                                          |                                          | 10 дирхамів                              | 27 мм                                    | 7.52 гр                                  | Покрита міддю Сталь                      | Гладкий                                  | Зверху дати. Герб Катару, що складається з двох схрещених шабель і вітрильного човна між ними (Дау), що плаває поблизу острова з двома пальмами | Номінал                                  | 2016                                     |                                          |
|                                          |                                          | 25 дирхамів                              | 20 мм                                    | 3.2 гр                                   | Покрита нікелем Сталь                    | Рифлений                                 | Зверху дати. Герб Катару, що складається з двох схрещених шабель і вітрильного човна між ними (Дау), що плаває поблизу острова з двома пальмами | Номінал                                  | 2016                                     |                                          |
|                                          |                                          | 50 дирхамів                              | 25 мм                                    | 5.8 гр                                   | Покрита нікелем Сталь                    | Рифлений                                 | Зверху дати. Герб Катару, що складається з двох схрещених шабель і вітрильного човна між ними (Дау), що плаває поблизу острова з двома пальмами | Номінал                                  | 2016                                     |                                          |

## Банкноти
18 вересня 1966 року Валютна Рада Катару і Дубаїв представила банкноти номіналом 1, 5, 10, 25, 50 і 100 ріалів. Вони були замінені 19 травня 1973 банкнотами монетного двору Катару номіналами 1, 5, 10, 100, і 500 ріалів; 50-ріалова банкнота була випущена у 1976. 5 серпня 1973 року був затверджений Закон № 15 про створення Центрального банку Катару. Усі монети та банкноти, випущені Валютною Радою Катару, стали власністю банку, але продовжували перебувати в обігу протягом декількох років.
| Поточна серія банкнот | Поточна серія банкнот | Поточна серія банкнот | Поточна серія банкнот | Поточна серія банкнот | Поточна серія банкнот                                                   |
| Зображення            | Зображення            | Номінал               | Переважаючий колір    | Опис                  | Опис                                                                    |
| Аверс                 | Реверс                | Номінал               | Переважаючий колір    | Аверс                 | Реверс                                                                  |
| --------------------- | --------------------- | --------------------- | --------------------- | --------------------- | ----------------------------------------------------------------------- |
|                       |                       | 1 ріал                | Сірий                 | Герб Катару           | Місцеві птахи                                                           |
|                       |                       | 5 ріалів              | Зелений               | Герб Катару           | Національний музей, Місцеві тварини                                     |
|                       |                       | 10 ріалів             | Бежевий               | Герб Катару           | Дюни                                                                    |
|                       |                       | 50 ріалів             | Рожевий               | Герб Катару           | Пам'ятник устриці з перлиною і вид на будівлю Центрального банку Катару |
|                       |                       | 100 ріалів            | Зелений і золотистий  | Герб Катару           | Стара мечеть і Інститут Аль-Шакаб                                       |
|                       |                       | 500 ріалів            | Синій                 | Герб Катару           | Сокіл, з видом на Амірі Діван, що служить будівлею уряду держави Катар  |

Катар випустив пам'ятну банкноту номіналом 22 ріала до Чемпіонату світу з футболу 2022 року.

## Валютний курс
З липня 2001 року валютний курс катарського ріалу є прив'язаним до долара США у співвідношенні 1 долар = 3,64 ріала. Відносно української гривні, станом на 25 березня 2025, курс становить 0,08739 ріала за 1 гривню або 11,44 гривень за 1 ріал.